# 논현로
논현로(論峴路, Nonhyeon-ro)는 서울특별시 강남구 개포동 구룡사 삼거리에서 강남구 압구정동 동호대교 북단교차로를 잇는 왕복 8차선 도로로, 총 연장은 7.2Km이다.

## 경유지
서울특별시
- 서초구 / 강남구 - 강남구

## 노선
- 구룡사 삼거리 - 국악고 사거리 - 포이사거리 - 영동2교 사거리 - KT 양재지사 사거리 - 도곡1동 주민센터 사거리- 총지사사거리 - 역삼역 사거리 - 강남 차병원 사거리 - 학동역 사거리 - 안세병원 사거리 - 압구정역 사거리 - 동호대교 북단교차로

## 연결 도로
남쪽 기점인 구룡사 삼거리에서는 양재대로와 연결되고, 북쪽 종점인 동호대교 북단교차로에서는 동호로와 직결된다.